# Rally de Zlín de 2019
El Rally de Zlín de 2019, oficialmente 49. Barum Czech Rally Zlín, fue la 49.ª edición y la sexta ronda de la temporada 2019 del Campeonato de Europa de Rally. Se celebró del 16 de agosto al 18 de agosto y contó con un itinerario de quince tramos sobre asfalto que sumaron un total de 219,63 km cronometrados.
El ganador de la prueba fue el local Jan Kopecký quien consiguió su novena victoria en este rally y la quinta de forma consecutiva, fue acompañado en el podio por su compatriota Filip Mareš y por el británico Chris Ingram.

## Lista de inscritos
| Num.                     | Piloto                   | Copiloto            | Automóvil              | Equipo                                | Neu. |
| ------------------------ | ------------------------ | ------------------- | ---------------------- | ------------------------------------- | ---- |
| 1                        | Alexey Lukyanuk          | Alexey Arnautov     | Citroën C3 R5          | Saintéloc Junior Team                 | M    |
| 2                        | Łukasz Habaj             | Daniel Dymurski     | Škoda Fabia R5         | Sports Racing Technologies            | P    |
| 3                        | Chris Ingram             | Ross Whittock       | Škoda Fabia R5         | Toksport WRT                          | M    |
| 4                        | Jan Kopecký              | Pavel Dresler       | Škoda Fabia R5 evo     | Škoda Motorsport                      | M    |
| 5                        | Filip Mareš              | Jan Hloušek         | Škoda Fabia R5         | ACCR Czech Rally Team I               | M    |
| 6                        | Norbert Herczig          | Ramón Ferencz       | Volkswagen Polo GTI R5 | Mol Racing Team                       | M    |
| 7                        | Jan Černý                | Petr Černohorský    | Škoda Fabia R5         | Mogul Auto Šídlo Škoda Team           | M    |
| 8                        | Marijan Griebel          | Pirmin Winklhofer   | Škoda Fabia R5 evo     | Marijan Griebel                       | M    |
| 9                        | Václav Pech Jr           | Petr Uhel           | Ford Fiesta R5         | EuroOil Invelt Team                   | P    |
| 10                       | Nikolay Gryazin          | Yaroslav Fedorov    | Škoda Fabia R5         | Sports Racing Technologies            | M    |
| 11                       | Mattias Adielsson        | Andreas Johansson   | Ford Fiesta R5         | Mattias Adielsson                     | P    |
| 12                       | Mikołaj Marczyk          | Szymon Gospodarczyk | Škoda Fabia R5         | Škoda Polska Motorsport               | M    |
| 14                       | Paulo Nobre              | Gabriel Morales     | Škoda Fabia R5         | Palmeirinha Rally                     | P    |
| 15                       | Hiroki Arai              | Ilka Minor          | Citroën C3 R5          | STARD                                 | Y    |
| 16                       | Vojtěch Štajf            | Veronika Havelková  | Volkswagen Polo GTI R5 | ACCR Czech Rally Team II              | P    |
| 17                       | Tomáš Kostka             | Ladislav Kučera     | Škoda Fabia R5 evo     | Kresta Racing                         | M    |
| 18                       | Simon Wagner             | Gerald Winter       | Škoda Fabia R5 evo     | Rallytechnology                       | M    |
| 19                       | Jaromír Tarabus          | Daniel Trunkát      | Škoda Fabia R5         | Agrorodeo                             | M    |
| 20                       | Miroslav Jakeš           | Petr Machů          | Škoda Fabia R5         | Samohýl Škoda Team                    | H    |
| 21                       | Martin Vlček             | Ondřej Krajča       | Hyundai i20 R5         | Hyundai Kowax Racing                  | M    |
| 22                       | Roman Odložilík          | Martin Tureček      | Škoda Fabia R5         | SK DER Rally Team                     | P    |
| 23                       | Tomáš Pospíšilík         | Jiří Hovorka        | Škoda Fabia R5         | BTH Import Stal Rally Team            | M    |
| 24                       | Alberto de Thurn y Taxis | Bernhard Ettel      | Škoda Fabia R5 evo     | BRR Baumschlager Rallye & Racing Team | P    |
| Fuente: ewrc-results.com |                          |                     |                        |                                       |      |

## Itinerario
| Día                     | Tramo | Nombre                 | Distancia | Ganador de la etapa | Automóvil          | Tiempo  | Líder de la general |
| ----------------------- | ----- | ---------------------- | --------- | ------------------- | ------------------ | ------- | ------------------- |
| Día 1 (16 de agosto)    | -     | Pohořelice (Shakedown) | 4.40 km   | Jan Kopecký         | Škoda Fabia R5 evo | 2:39.8  | -                   |
| Día 1 (16 de agosto)    | SS1   | SSS Zlín               | 9.51 km   | Jan Kopecký         | Škoda Fabia R5 evo | 6:59.7  | Jan Kopecký         |
| Día 2 (17 de agosto)    | SS2   | Březová 1              | 15.48 km  | Alexey Lukyanuk     | Citroën C3 R5      | 9:47.4  | Jan Kopecký         |
| Día 2 (17 de agosto)    | SS3   | Semetín 1              | 11.55 km  | Nikolay Gryazin     | Škoda Fabia R5     | 6:10.0  | Nikolay Gryazin     |
| Día 2 (17 de agosto)    | SS4   | Halenkovice 1          | 13.66 km  | Alexey Lukyanuk     | Citroën C3 R5      | 7:31.4  | Alexey Lukyanuk     |
| Día 2 (17 de agosto)    | SS5   | Kostelany 1            | 12.70 km  | Jan Kopecký         | Škoda Fabia R5 evo | 6:31.4  | Alexey Lukyanuk     |
| Día 2 (17 de agosto)    | SS6   | Březová 2              | 15.48 km  | Jan Kopecký         | Škoda Fabia R5 evo | 9:35.3  | Jan Kopecký         |
| Día 2 (17 de agosto)    | SS7   | Semetín 2              | 11.55 km  | Nikolay Gryazin     | Škoda Fabia R5     | 6:05.4  | Jan Kopecký         |
| Día 2 (17 de agosto)    | SS8   | Halenkovice 2          | 13.66 km  | Jan Kopecký         | Škoda Fabia R5 evo | 7:29.2  | Jan Kopecký         |
| Día 2 (17 de agosto)    | SS9   | Kostelany 2            | 12.70 km  | Chris Ingram        | Škoda Fabia R5     | 6:40.1  | Jan Kopecký         |
| Día 3 (18 de agosto)    | SS10  | Maják 1                | 8.15 km   | Nikolay Gryazin     | Škoda Fabia R5     | 5:28.0  | Jan Kopecký         |
| Día 3 (18 de agosto)    | SS11  | Pindula 1              | 18.64 km  | Alexey Lukyanuk     | Citroën C3 R5      | 9:48.6  | Jan Kopecký         |
| Día 3 (18 de agosto)    | SS12  | Kašava 1               | 24.88 km  | Alexey Lukyanuk     | Citroën C3 R5      | 13:49.3 | Jan Kopecký         |
| Día 3 (18 de agosto)    | SS13  | Maják 2                | 8.15 km   | Jan Kopecký         | Škoda Fabia R5 evo | 5:21.7  | Jan Kopecký         |
| Día 3 (18 de agosto)    | SS14  | Pindula 2              | 18.64 km  | Alexey Lukyanuk     | Citroën C3 R5      | 9:43.6  | Jan Kopecký         |
| Día 3 (18 de agosto)    | SS15  | Kašava 2               | 24.88 km  | Jan Kopecký         | Škoda Fabia R5 evo | 13:44.4 | Jan Kopecký         |
| Fuente:ewrc-results.com |       |                        |           |                     |                    |         |                     |

## Clasificación final
| Pos.                     | Piloto           | Copiloto          | Automóvil          | Equipo                     | Tiempo    | Puntos  |
| ------------------------ | ---------------- | ----------------- | ------------------ | -------------------------- | --------- | ------- |
| 1                        | Jan Kopecký      | Pavel Dresler     | Škoda Fabia R5 evo | Škoda Motorsport           | 2:05:17.4 | 25+14   |
| 2                        | Filip Mareš      | Jan Hloušek       | Škoda Fabia R5     | ACCR Czech Rally Team I    | +1:31.5   | 18+11   |
| 3                        | Chris Ingram     | Ross Whittock     | Škoda Fabia R5     | Toksport WRT               | +1:31.8   | 15+11   |
| 4                        | Tomáš Kostka     | Ladislav Kučera   | Škoda Fabia R5 evo | Kresta Racing              | +1:51.1   | 12+7    |
| 5                        | Marijan Griebel  | Pirmin Winklhofer | Škoda Fabia R5     | Marijan Griebel            | +2:49.7   | 10+2    |
| 6                        | Simon Wagner     | Gerald Winter     | Škoda Fabia R5 evo | Rallytechnology            | +3:07.9   | 8+2     |
| 7                        | Jaromír Tarabus  | Daniel Trunkát    | Škoda Fabia R5     | Agrorodeo                  | +3:15.4   | 6+1     |
| 8                        | Tomáš Pospíšilík | Jiří Hovorka      | Škoda Fabia R5     | BTH Import Stal Rally Team | +5:38.5   | 4       |
| 9                        | Patrik Rujbr     | Jaromír Švec      | Škoda Fabia R5     | TNT Počernice              | +5:50.0   | [ n 1 ] |
| 10                       | Ondřej Bisaha    | Petr Těšínský     | Hyundai i20 R5     | ACCR Czech Rally Team II   | +6:30.7   | [ n 2 ] |
| 11                       | Jan Jelínek      | Petr Ingr         | Škoda Fabia R5     | Jan Jelínek                | +6:47.3   | [ n 3 ] |
| 12                       | Martin Březík    | Marek Omelka      | Škoda Fabia R5     | Samohýl Škoda Team         | +6:51.9   | 2       |
| 13                       | Efrén Llarena    | Sara Fernández    | Peugeot 208 R2     | Rallye Team Spain          | +10:36.6  | 1       |
| Fuente: ewrc-results.com |                  |                   |                    |                            |           |         |

## Clasificaciones tras el rally
| Posición | Piloto          | Puntos | Cambios de posición |
| -------- | --------------- | ------ | ------------------- |
| 1        | Alexey Lukyanuk | 104    | Sin cambios         |
| 2        | Lukasz Habaj    | 98     | Sin cambios         |
| 3        | Chris Ingram    | 96     | Sin cambios         |
| 4        | Filip Mareš     | 75     | Sin cambios         |
| 5        | Oliver Solberg  | 39     | Sin cambios         |
| 5        | Jan Kopecký     | 39     | Crecimiento         |

| Posición | Equipo                         | Puntos | Cambios de posición |
| -------- | ------------------------------ | ------ | ------------------- |
| 1        | Saintéloc Junior Team          | 135    | Sin cambios         |
| 2        | ACCR Czech Rally Team I        | 112    | Crecimiento         |
| 3        | Toksport WRT                   | 105    | Sin cambios         |
| 4        | Rallye Team Spain              | 98     | Crecimiento         |
| 5        | Estonian Autosport Junior Team | 95     | Decrecimiento       |